# Unmasked
Unmasked je osmi studijski album američke hard rock skupine Kiss, kojeg 1980. godine objavljuje diskografska kuća Casablanca.

## Popis pjesama
1. Is That You? (Gerard McMahon) – 3:55
2. Shandi (Paul Stanley, Vini Poncia) – 3:33
3. Talk To Me (Ace Frehley) – 4:00
4. Naked City (Gene Simmons, Bob Kulick, Peppi Castro, Poncia) – 3:49
5. What Makes The World Go 'Round (Stanley, Poncia) – 4:14
6. Tomorrow (Stanley, Poncia) – 3:16
7. Two Sides of the Coin (Frehley) – 3:15
8. She's So European (Simmons, Poncia) – 3:30
9. Easy As It Seems (Stanley, Poncia) – 3:24
10. Torpedo Girl (Frehley, Poncia) – 3:31
11. You're All That I Want (Simmons, Poncia) – 3:04

## Zasluge
- Gene Simmons - bas gitara, vokal
- Paul Stanley - vokal, gitara
- Ace Frehley - vokal, gitara
- Peter Criss - bubnjevi